# 御田八幡神社
御田八幡神社（みたはちまんじんじゃ）は、東京都港区三田にある神社である。
誉田別尊命（ほんだわけのみこと、八幡神）を主祭神とし、天児屋根命（あめのこやねのみこと）、武内宿禰命 （たけのうちすくねのみこと）を配祀とする。
海側斜面に位置する。江戸時代には直ぐ正面に東海道が走り、その向こうは江戸湾の海浜が開け、さぞかし風光明媚であったと考えられる。明治40年代芝浦の埋め立てが始まりその面影を失うことになる。周囲の木々の剪定は最低限にとどめられ、あたり一面薄暗く蕭蕭とした雰囲気を漂わせている。裏手の高台には亀塚公園が隣接する。
平成21年には鎮祀1300年記念として、8月1日に式年例祭が、2日には御神輿渡御が斎行された。

## 歴史
和銅2年（709年）8月、東国鎮護の神として牟佐志国牧岡の地に祀られたのに始まる。寛弘7年（1011年）、武蔵国御田郷久保三田に遷座し、嵯峨源氏渡辺一党の氏神として尊崇された。延喜式神名帳には「武蔵国荏原郡 稗田神社（ひえだじんじゃ）」として記載されている。ただし、「延喜式内稗田神社」は、大田区蒲田の薭田神社・東六郷の六郷神社も論社となっている。
徳川家康の江戸城入城の際に奇瑞があったことから、現在地である荏原郡上高輪村海岸を開拓して社殿を造営し、寛文2年（1662年）8月に遷座が行われた。しかし、寛文8年2月の大火により社殿は全焼、仮殿が伊皿子坂薬師寺に置かれた。寛文12年8月に社殿が再建され再度遷座された。
慶応元年（1865年）に神祇官により延喜式記載の「稗田神社」に改称、明治5年（1874年）に「三田八幡神社」に改称し、郷社に列した。明治30年（1897年）に「御田八幡神社」に復した。昭和20年の東京大空襲で寛文12年造営の社殿が焼失し、戦後の昭和29年に復興された。

## 建造物
- 社殿 - 本殿、幣殿、拝殿
- 境内神社 - 五光稲荷神社・御嶽神社
- 境内地 - 2975.9平方メートル
- 境内建物 - 神楽殿、手水舎、社務所

## ギャラリー

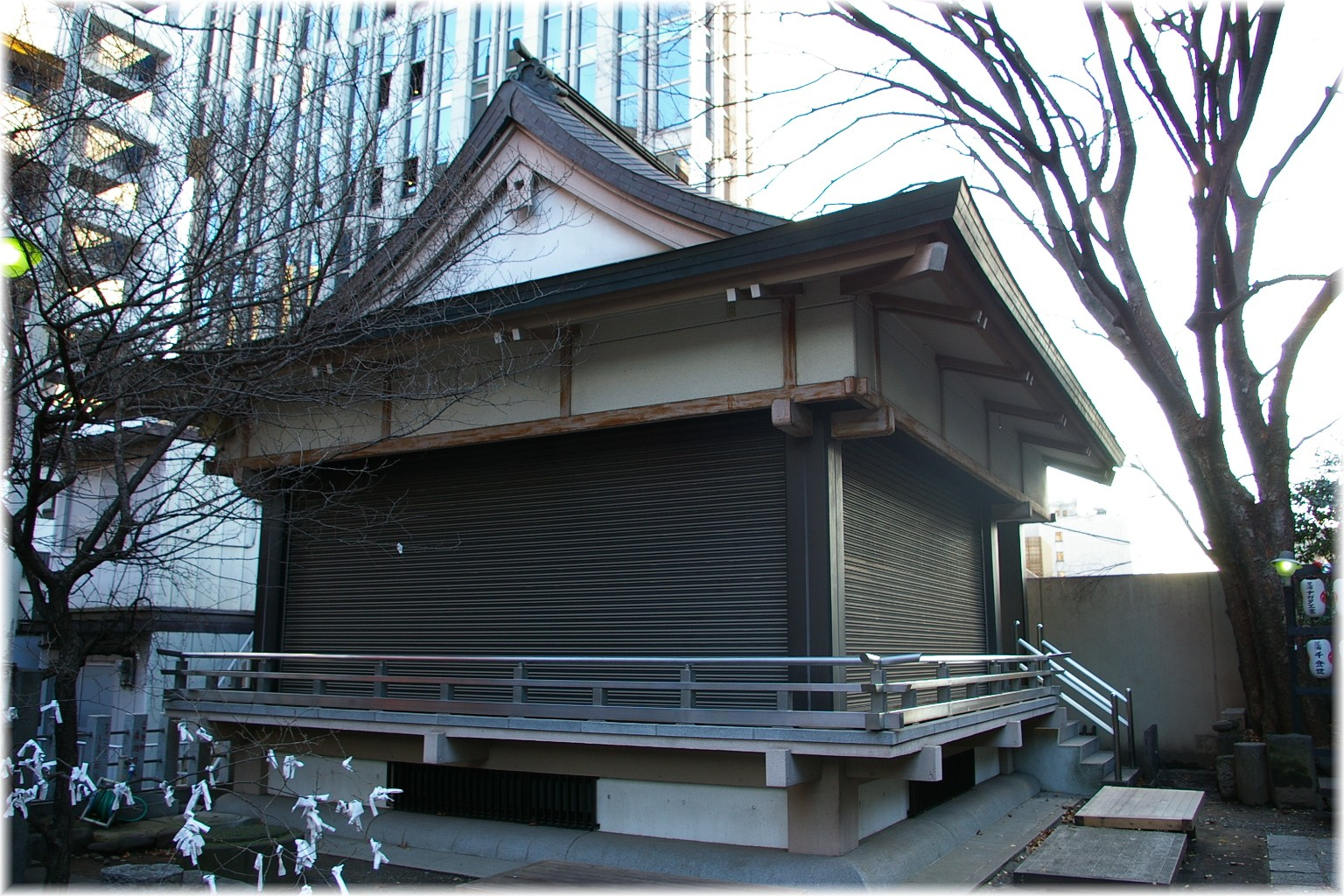
神楽殿
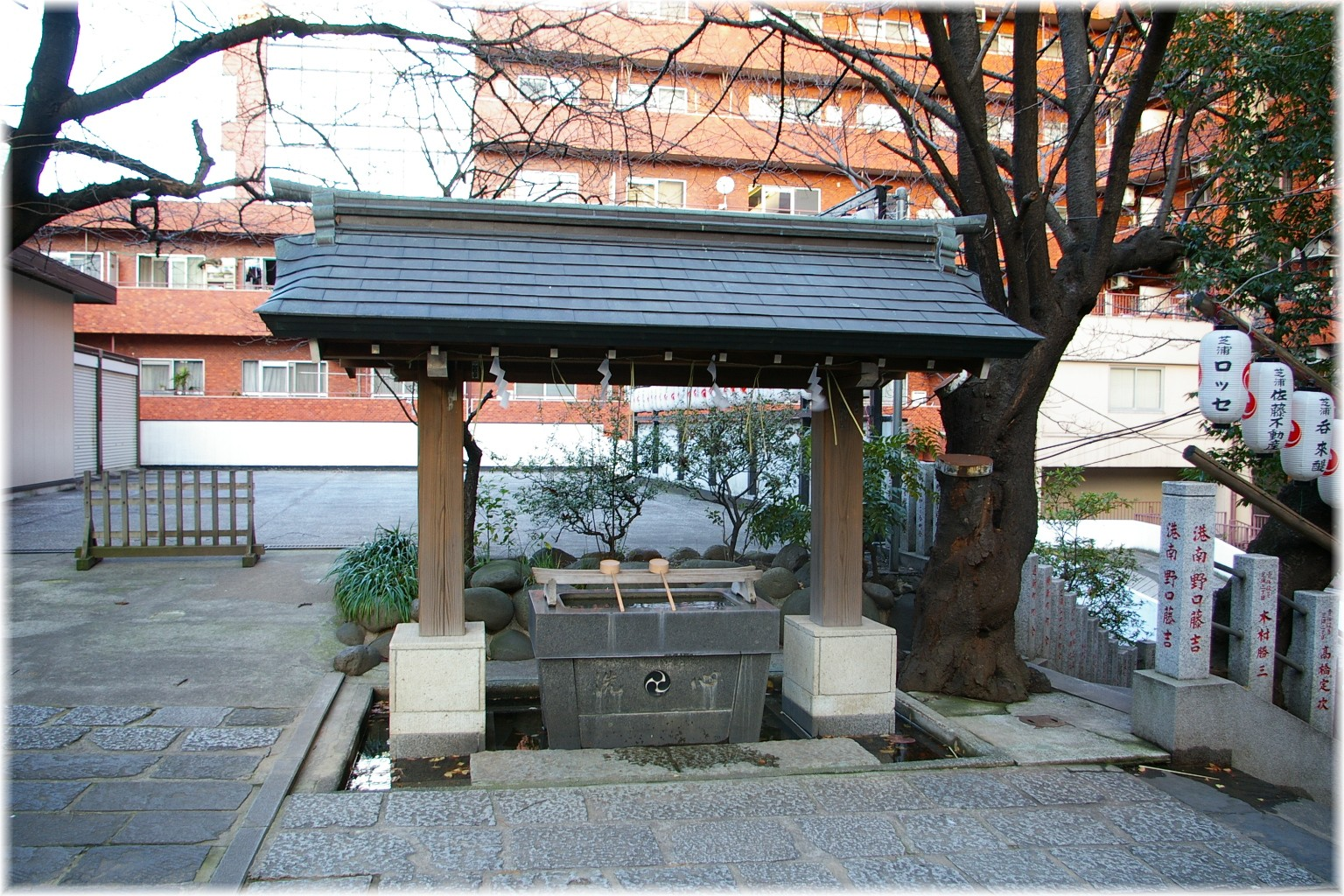
手水場
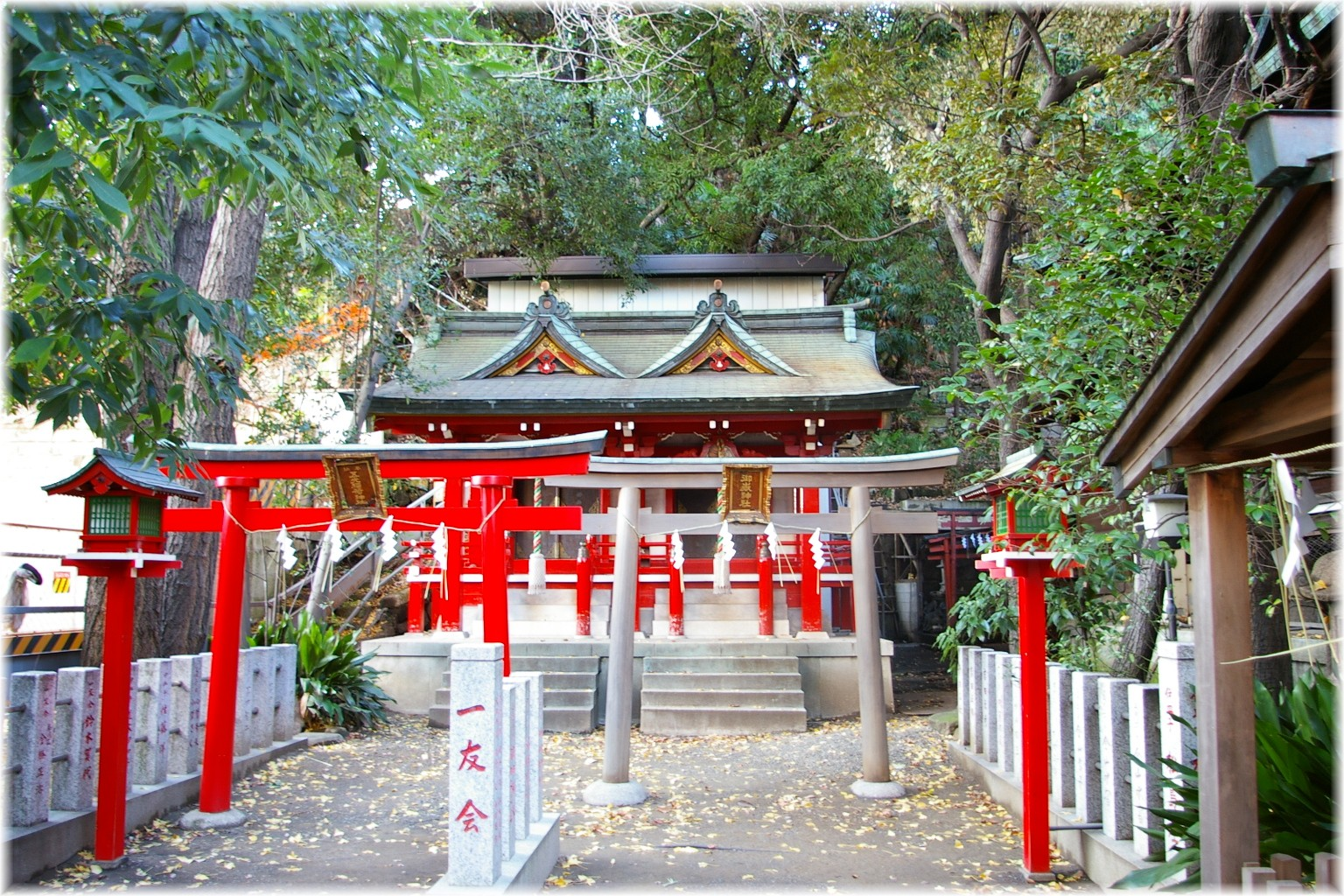
五光稲荷神社・御嶽神社
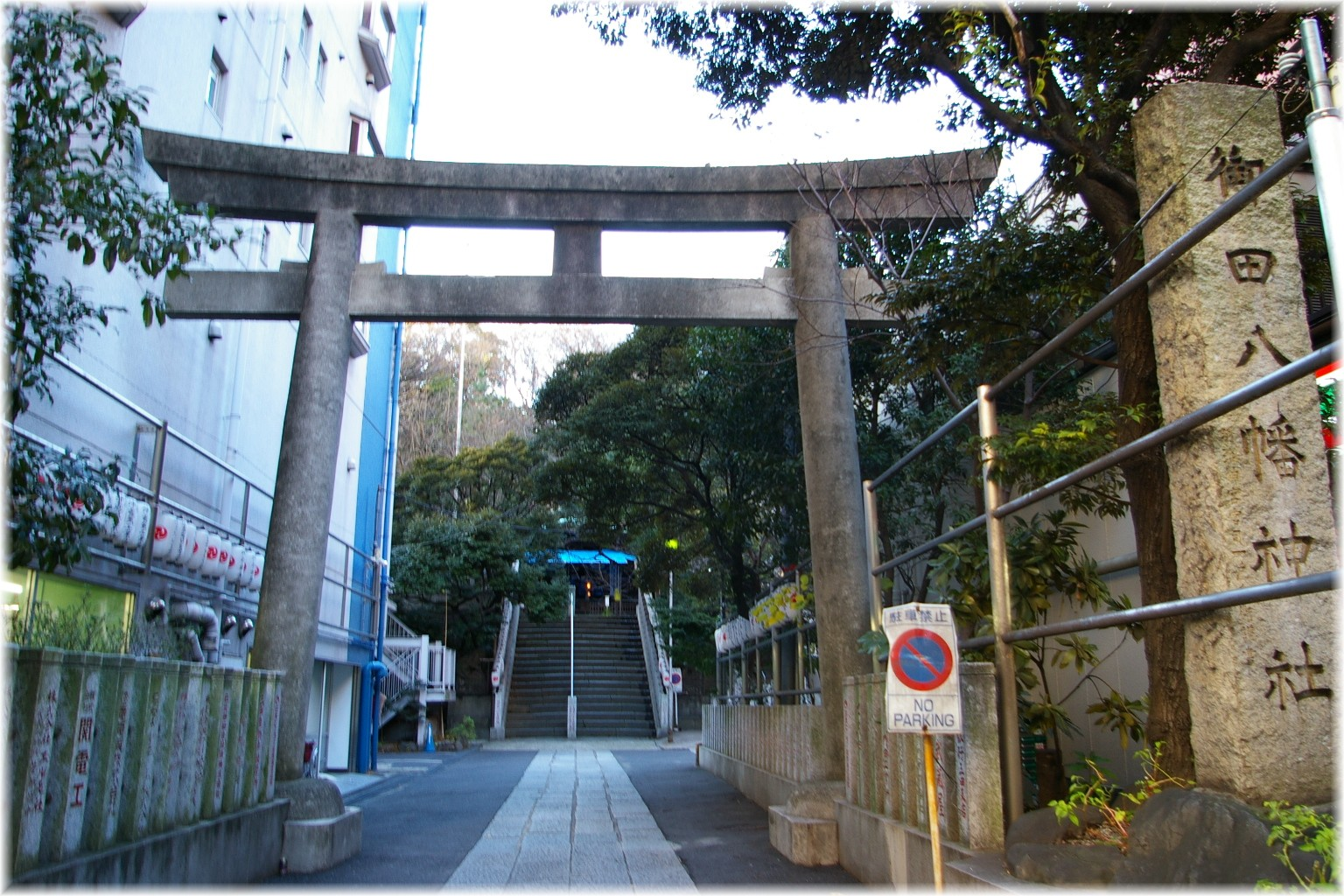
大鳥居
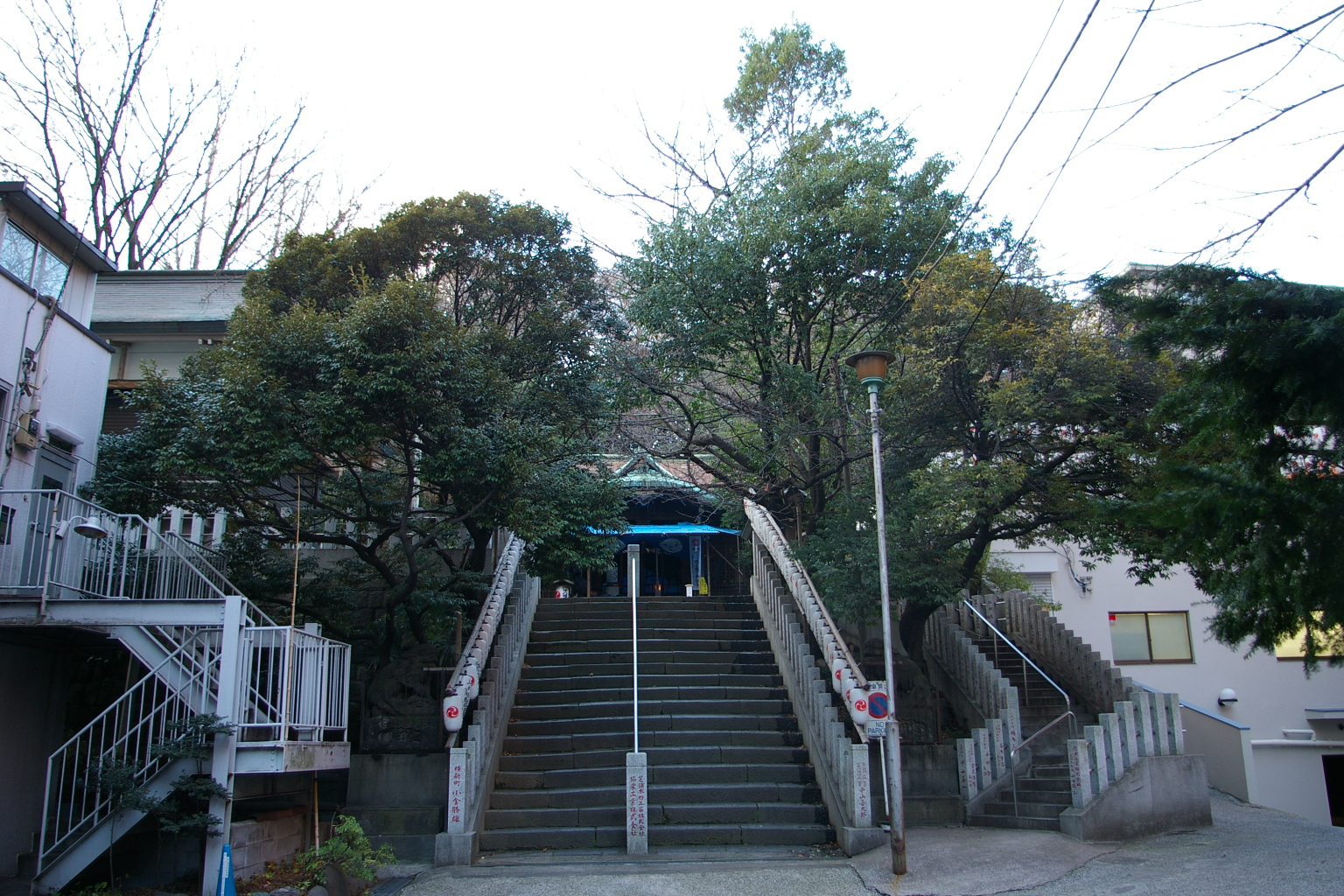
石段

## 氏子地域
- 港区三田三丁目5～14、四丁目9･18～19
- 港区芝五丁目29～36
- 港区高輪一丁目4(一部)･5(一部)･6～15･16(一部)、二丁目1(一部)･16
- 港区芝浦三丁目、四丁目
- 港区港南一丁目～五丁目

## 関連文献
- 斎藤幸雄「天枢之部 三田八幡宮」『江戸名所図会』有朋堂書店、1927年、261-264頁。NDLJP:1174130/137。